# غورانبوي (مدينة)
غورانبوي (بالأذرية: Goranboy) هي مدينة وعاصمة مقاطعة غورانبوي في أذربيجان. وهي المركز البلدي لعدة قرى.